# Eclimus auripila
Eclimus auripila är en tvåvingeart som först beskrevs av Osten Sacken 1887.  Eclimus auripila ingår i släktet Eclimus och familjen svävflugor. Inga underarter finns listade i Catalogue of Life.